# جيرمان سانشيز
جيرمان سانشيز (بالإسبانية: German Sánchez)‏ هو متزحلق جبال الألب مكسيكي، ولد في 14 فبراير 1972.

## وصلات خارجية
- جيرمان سانشيز على موقع أوليمبيديا (الإنجليزية)